# Dipsas sazimai
Dipsas sazimai é uma espécie de serpente da família Colubridae que ocorre na Mata Atlântica brasileira.